# Aerodynamik/La Forme Remixes
Aerodynamik / La Forme Remixes este un single-remix înregistrat de Kraftwerk și trupa britanică Hot Chip. Single-ul a fost lansat pe data de 17 septembrie 2007 și include remix-urile a două melodii de pe albumul de studio din 2003 al lui Kraftwerk, Tour De France Soundtracks. Ambele melodii au fost remixate de Hot Chip, ca aranjamente extinse.
Single-ul a debutat pe poziția #78 în topul single-urilor din Marea Britanie.

## Lista melodiilor
1. Aerodynamik (Intelligent Design Mix) - 8:31
2. La Forme (King Of The Mountains Mix) - 11:32